# Nowy Dom Poziomek

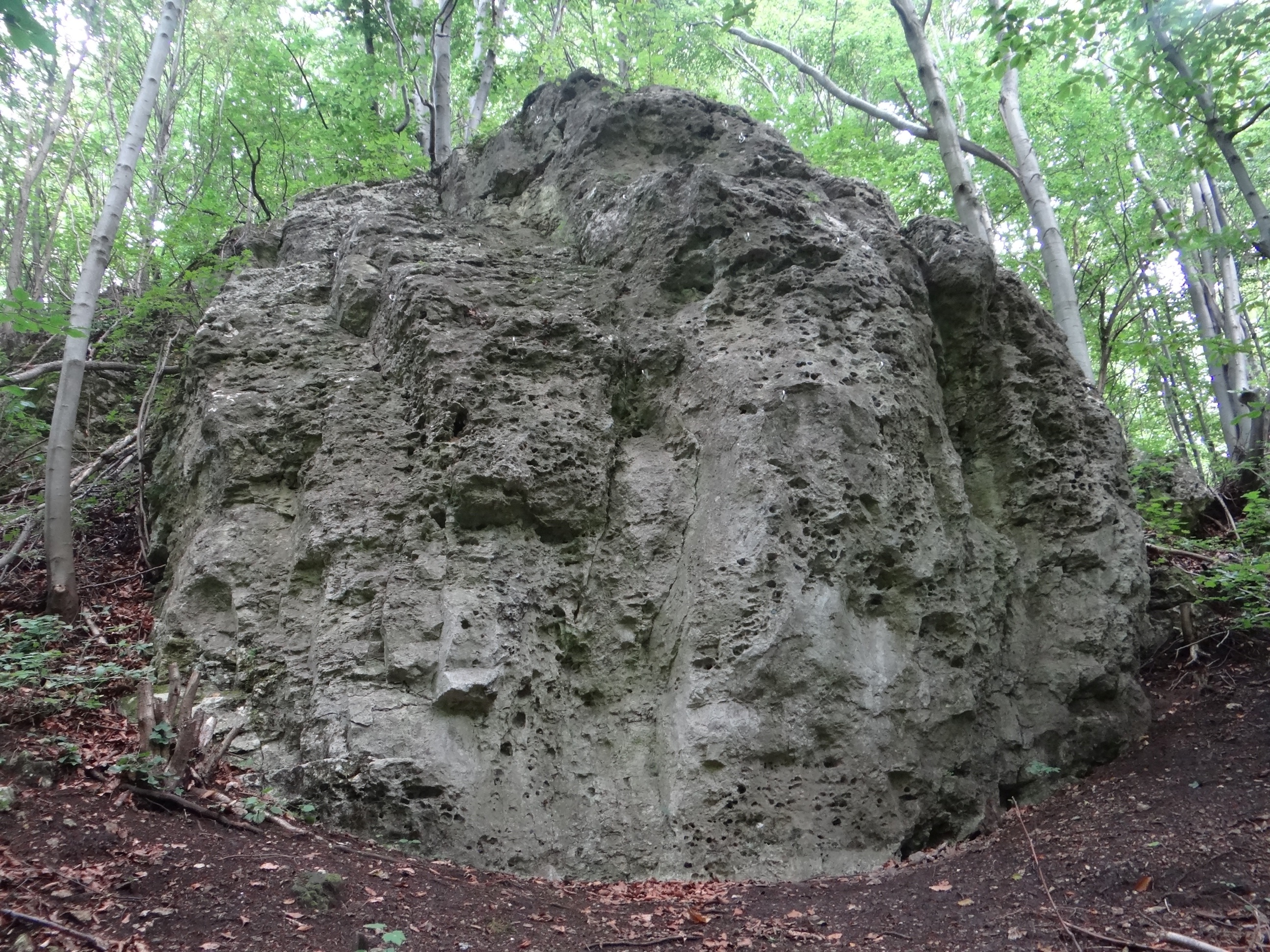

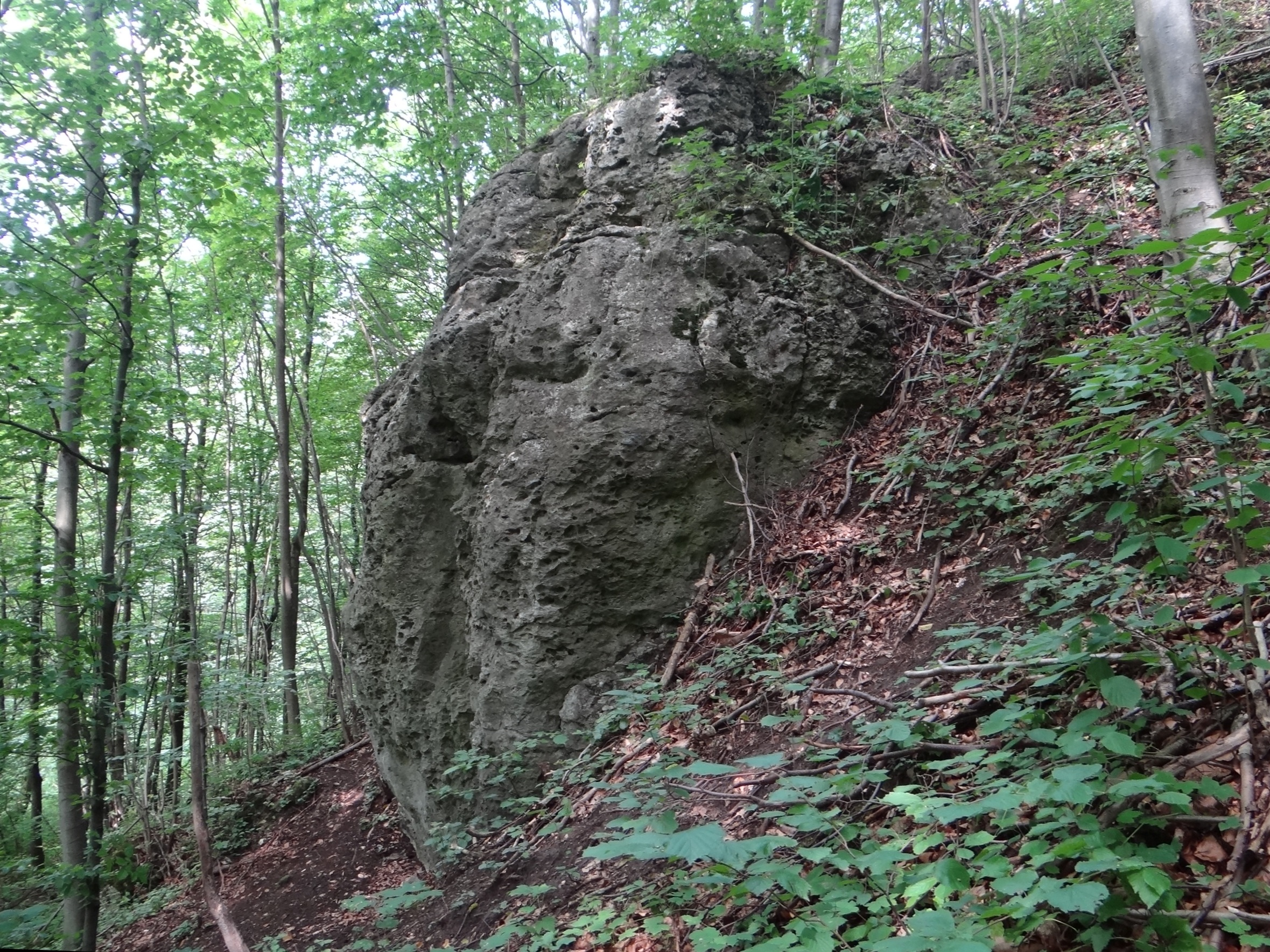

Nowy Dom Poziomek – skała w Wąwozie Ostryszni na Wyżynie Olkuskiej będącej częścią Wyżyny Krakowsko-Częstochowskiej. Znajduje się po północnej stronie Organów i jest najbardziej na północ wysuniętą skałą w grupie skał w tym wąwozie. Wąwozem obok skały prowadzi czarny szlak turystyczny z Imbramowic (parking w centrum wsi) do Glanowa.
Nowy Dom Poziomek to niewielka skała wapienna, niedawno dopiero udostępniona do wspinaczki skalnej. Ma wysokość 7 m, ściany połogie lub pionowe. Wspinacze oczyścili ją, zamontowali na niej asekurację, oni też nadali skale nazwę. W 2014 roku wykonali to wspinacze zrzeszeni w fundacji Wspinka, a zakup niezbędnych do tego celu materiałów sfinansowany został ze środków  publicznych Województwa Małopolskiego oraz funduszy własnych Fundacji Wspinka. Na skale poprowadzono 9 łatwych dróg wspinaczkowych o stopniu trudności od III do V+ w skali polskiej. Wszystkie mają zamontowane stałe punkty asekuracyjne: ringi (r) i dwa ringi zjazdowe (drz). Skała znajduje się w lesie, ściany wspinaczkowe o wystawie północno-zachodniej.

## Drogi wspinaczkowe
1. Stękju IV (drz)
2. Kordełka III+ (2r+drz)
3. Pielwnica IV- (2r+drz)
4. Intysta IV+ (2r+drz)
5. Erzoł V+ (2r+drz)
6. Flągzagen IV (2r+drz)
7. Widłotka IV (2r+drz)
8. Madeletka III (2r+drz)
9. Oklesi Oklesi IV (2r+drz)[1]